# Matteo Reza Azchirvani
Matteo Reza Azchirvani (Novara, 1º agosto 1973) è un attore italiano.

## Biografia
Nato a Novara, si trasferisce a Milano, dove viene ammesso alla Scuola del Piccolo Teatro di Milano  diretta da Giorgio Strehler, e dove lavora con importanti registi (Stéphane Braunschweig, Emil Hrvatin, Lamberto Puggelli, Angelo Longoni).
Dopo essersi diplomato nel 1999, si trasferisce a Roma e nel 2001 entra a far parte della Compagnia dei giovani del Teatro Eliseo diretta da Marco Carniti. Si accosta poi al cinema e alla televisione. Attualmente vive tra Roma e Berlino.
Nel 2017 inizia a collaborare con l'artista visiva Marica De Michele: da questo sodalizio nasce Home Smart Home, una video installazione a 9 schermi sulla vita di un uomo alle prese con la sua casa smart. Il lavoro viene presentato il 27 giugno 2017 a Eindhoven.
Nel 2020 fonda a Berlino Vertical Film, una casa produzione indipendente.

## Teatro
- Macbeth Clan da William Shakespeare, regia di Angelo Longoni - Piccolo Teatro di Milano (1998)
- Camillo. Memo 0.1:Costruzione del Teatro da G. Camillo, regia di Emil Hrvatin - Piccolo Teatro di Milano (1998)
- Il mercante di Venezia di William Shakespeare, regia di Stéphane Braunschweig - Piccolo Teatro di Milano (1999)
- Il malato immaginario di Molière, regia di Lamberto Puggelli - Teatro degli Incamminati (1999)
- Graal da C.de Troyes e W.von Eschenbach, regia Giorgio Barberio Corsetti - Teatro di Roma (2000)
- Il Grande Inquisitore - Monologo da I Fratelli Karamazov di Fëdor Michajlovič Dostoevskij, regia di Rolando Macrini - Estate Romana e La MaMa Experimental Theatre Club (2000)
- Pene d'amore perdute di William Shakespeare, regia di Marco Carniti - Teatro Eliseo di Roma - Compagnia dei Giovani - (2002)
- La serva padrona di Giovan Battista Pergolesi, regia di Eric Vigiè - Fondazione Teatro Lirico Giuseppe Verdi di Trieste (2003)
- La duchessa di Chicago di Kalman, regia di Marco Carniti - Fondazione Teatro Lirico Giuseppe Verdi di Trieste (2003)
- La bisbetica domata di William Shakespeare, regia di Marco Carniti - Estate Teatrale Veronese e Teatro e Società (2003)
- Cyrano... se vi pare di Massimo Fini e Eduardo Fiorillo, regia di Eduardo Fiorillo - Borderline S.r.l. (2005)
- L'amico immaginario di Bruno Stori e Letizia Quintavalla, regia di Letizia Quintavalla - Teatro delle Briciole (2006)
- La bisbetica domata di William Shakespeare, regia di Marco Carniti - Globe Theatre Roma (2009)
- Polis di Michele Abbondanza e Antonella Bertoni, Ultimo atto della trilogia “Ho male all'altro”, Compagnia Abbondanza/Bertoni e Festival Oriente Occidente (2005)

## Filmografia

### Cinema
- Coppia normalissima alla prima esperienza, regia di Luca Mazzieri (2006)
- Il padre e lo straniero, regia di Ricky Tognazzi (2010)
- Che bella giornata, regia di Gennaro Nunziante (2011)
- AmeriQua, regia di Marco Bellone e Giovanni Consonni (2011)
- Naturgewalt, regia di Steffen Boseckert (2015)
- Il vegetale, regia di Gennaro Nunziante (2018)

### Televisione
- Cuore di donna, regia di Franco Bernini - Film TV (2002)
- Nebbie e delitti, regia di Riccardo Donna - Miniserie TV (2005)
- R.I.S. 4 - Delitti imperfetti, regia di Pier Belloni - Serie TV, episodio 4x19 (2008)
- Nassiriya - Per non dimenticare, regia di Michele Soavi - Miniserie TV (2007)
- La nuova squadra, regia di Donatella Maiorca e Cristiano Celeste - Serie TV (2008)
- L'ispettore Coliandro 3: Cous cous alla bolognese, regia dei Manetti Bros. - Miniserie TV (2009)
- Miacarabefana.it, regia di Lodovico Gasparini - Film TV (2009)
- Intelligence - Servizi & segreti, regia di Alexis Sweet - Miniserie TV (2009)
- Il commissario Montalbano, episodio L'età del dubbio, regia di Alberto Sironi - Film TV (2010)
- K2 - La montagna degli italiani, regia di Robert Dornhelm - Film TV (2012) [3]
- Le mille e una notte - Aladino e Sherazade, regia di Marco Pontecorvo - Miniserie TV (2012)
- Benvenuti a tavola - Nord vs Sud, regia di Lucio Pellegrini - Serie TV (2013)
- Non avere paura - Un'amicizia con Papa Wojtyla, regia di Andrea Porporati - Film TV (2014)
- Limbo, regia di Lucio Pellegrini - Film TV (2015)
- Blackout, regia di Oliver Rihs - Mini Serie (2021)

### Cortometraggi
- Un'altra vacanza, regia di Massimo Alì (2002)
- Chiudi gli occhi, regia di Massimiliano Pontellini (2005)
- Rossa Super, regia di Paolo Geremei (2008)
- Cristiano Omar, ovvero come diventare terrorista in poche mosse (2008)